# Ajuntament del Vendrell
L'Ajuntament del Vendrell és un edifici del municipi del Vendrell (Baix Penedès) protegit com a bé cultural d'interès local.

## Descripció

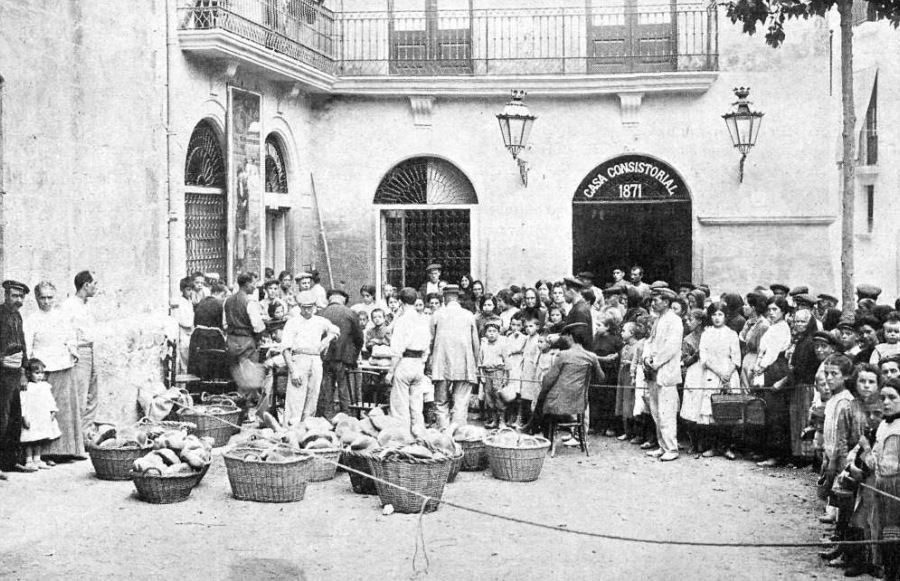
Repartimanet de menjar davant de l'ajuntament el 1911

Situat a la Plaça Vella, té una façana en forma d'L, la qual cosa es deu al fet que és format per dues cases que s'uneixen formant un angle recte.
La façana que dona a la Plaça Vella, és formada per tres plantes. Els baixos tenen dues grans finestres amb arc de mig punt. A la planta principal hi ha un gran balcó que ocupa tota la façana, el qual té mènsules, barana de ferro forjat i obertures rematades per un frontó amb dibuixos decoratius. Al segon pis, afegit posteriorment, hi ha dues portes balconeres, així com una cornisa i una barana de pedra. La segona part de l'edifici ocupa el xamfrà Plaça Vella-carrer de Mar. Consta de tres plantes. Els baixos presenten la porta d'accés a l'Ajuntament. El pis principal té també un gran balcó que comunica amb el de la façana del costat, és a dir, hi ha una gran balconada que recorre tota la façana del pis principal de la Casa de la Vila. El pis superior té nou finestres i és rematat per una cornisa.

## Història
L'Ajuntament s'edificà sobre l'antic cementiri de la vila, no s'ha d'oblidar que és situat al costat de l'església. L'edifici ha sofert diferents restauracions en 1844 i en 1879. Cal ressaltar que abans l'entrada era situada en el carrer de Mar i no pas a la Plaça Vella, això és corroborat per l'arc tapiat que hi ha en aquesta zona. A l'interior de l'Ajuntament es troba l'escut de la vila, el qual constituïa abans la clau de l'arc de l'entrada. Figura la data de 1775 en l'escut de la porta lateral.